# 2011 en mathématiques
Cet article présente les faits marquants de l'année 2011 en mathématiques.

## Décès
- 3 janvier : Anatoliy Skorokhod (né en 1930), mathématicien soviétique puis ukrainien.

- 2 février : Rodney Hill (né en 1921), ingénieur et mathématicien britannique.

- 22 février : Frank Bonsall (né en 1920), mathématicien britannique.

- 11 mars : Yahya Ould Hamidoune (né en 1947), mathématicien mauritanien.

- 22 mars : Philippe Flajolet (né en 1948), informaticien et mathématicien français.

- 30 avril : Daniel Quillen (né en 1940), mathématicien américain, médaille Fields en 1978.

- 3 août : Michel Hervé (né en 1921), mathématicien français.

- 7 août : Paul Meier (né en 1924), mathématicien et biostatisticien américain.

- 4 septembre : Hans Grauert (né en 1930), mathématicien allemand.

- 19 septembre : Georges Édouard Delannoy (né en 1922), mathématicien et ingénieur français.

- 26 septembre : Albrecht Dold (né en 1928), mathématicien allemand.

- 12 octobre : Pierre Lelong (né en 1912), mathématicien français.

- 23 octobre : Herbert Aaron Hauptman (né en 1917),  mathématicien américain, prix Nobel de chimie en 1985.

- 30 novembre : Robert Osserman (né en 1926), mathématicien américain.

- 24 décembre : Mohammed Salah Baouendi (né en 1937), mathématicien tuniso-américain.

- 26 décembre : John Mackintosh Howie (né en 1936), mathématicien écossais.